# Hogon

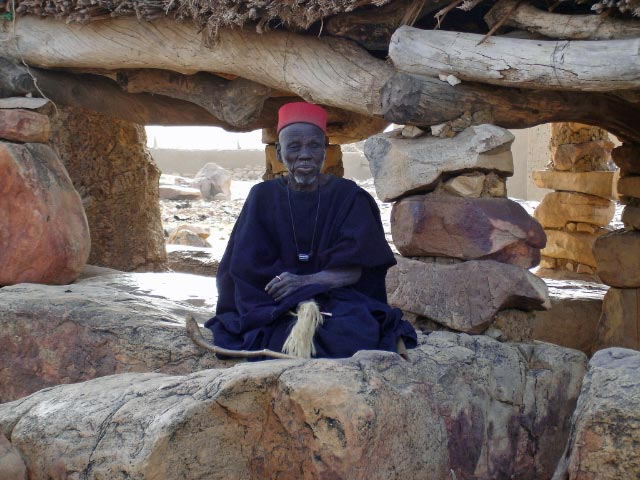
Un hogon, au Mali.

Le hogon est la plus haute autorité spirituelle parmi les dogons, ethnie du Mali. C'est le représentant du culte du lébé, en référence au serpent qui a guidé les dogons depuis le Mandé jusqu'aux falaises de Bandiagara où ils sont aujourd'hui établis. Il intervient dans les rites agricoles et dans le règlement de différents conflits.
Il existe un hogon au sein de chaque village du pays dogon. Le chef suprême de tous les hogons est celui du village d'Arou.

## Intronisation

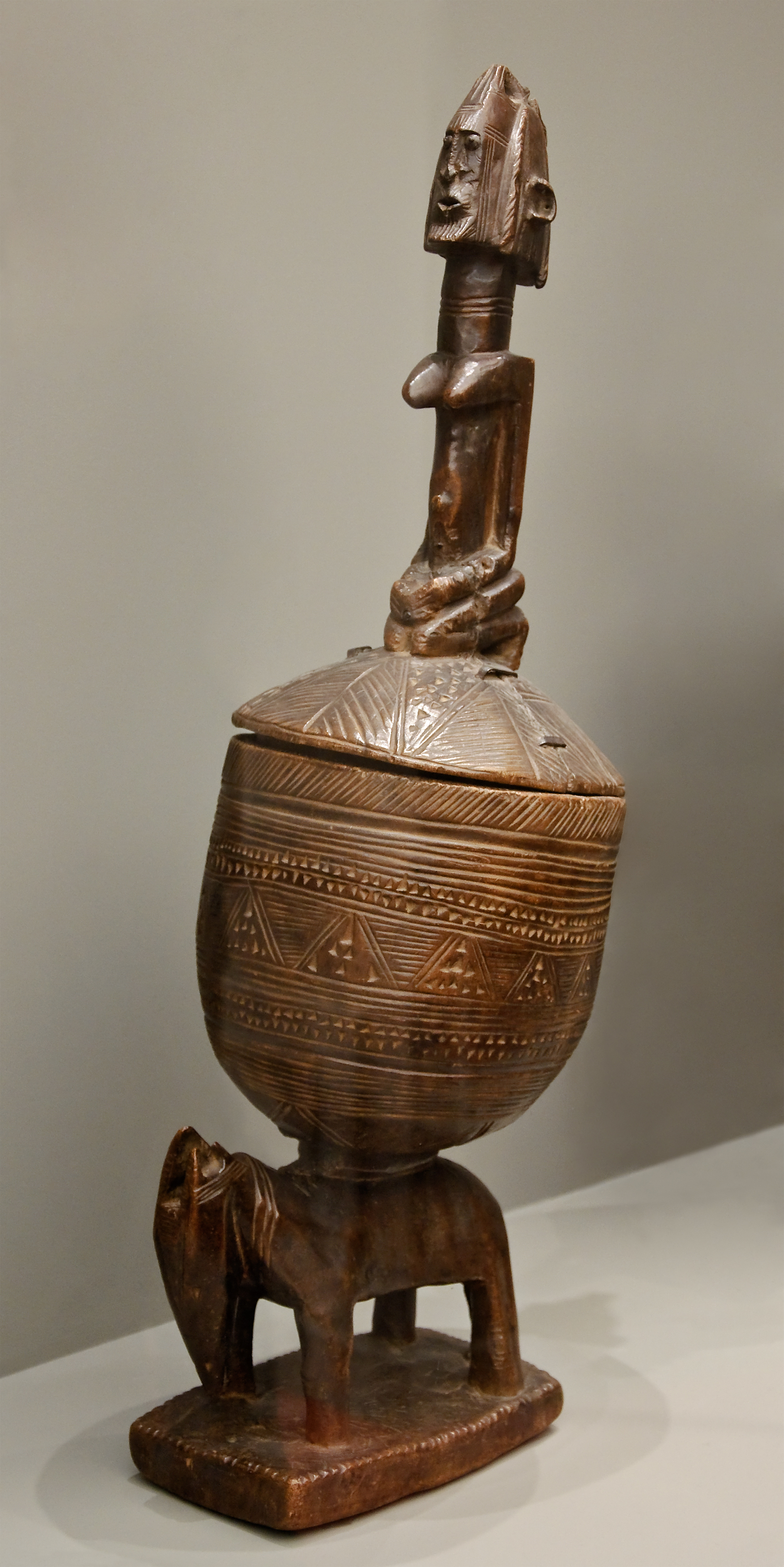
Coupe de Hogon (ogo banya, XVIIIe siècle), servant notamment lors de la cérémonie d'intronisation du Hogon, Musée du quai Branly, Paris, France.

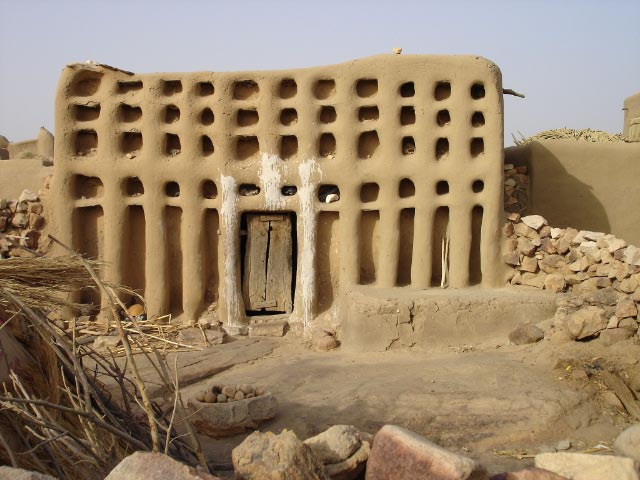
Concession d'un hogon.

Le hogon est choisi parmi les hommes les plus vieux du village. Après son élection il doit suivre six mois de réclusion, pendant lesquels il ne lui est permis ni de raser ni de se laver. Il porte des vêtements blancs et personne n'est autorisé à le toucher. Ses repas, préparés par des jeunes filles impubères, lui sont apportés dans des coupes particulières, les ogo banya. Il reçoit ces coupes de son prédécesseur ou au cours de sa cérémonie d'intronisation.

## Vie du hogon
Après son initiation, le hogon se coiffe d'un bonnet rouge qui symbolise sa fonction. Il ne doit plus avoir aucun contact physique avec qui que ce soit et ne doit plus jamais quitter sa concession. Sa première femme lui fait à manger et la croyance veut que ce soit le serpent lébé qui, chaque nuit, vient le nettoyer avec sa salive lui apportant ainsi sa sagesse.

### Filmographie
- L'Enterrement du Hogon, film documentaire de Jean Rouch (1973), CNRS Images, Meudon, 2008, 19 min (DVD)
- À l'ombre du soleil : funérailles et intronisation du Hogon d'Arou, film documentaire de Nadine Wanono et Philippe Lourdou (1997), CNRS Images, Meudon, 2008, 83 min (DVD)